# نصر

يستخدم الإكليل عادة للدلالة على التتويج بالنصر

النصر هو الفوز على الخصم. ترافق استخدام المصطلح بالفوز على الأعداء في المعارك والحروب، ويطلق على الفائز اسم منتصر أما العكس فهو الهزيمة والخاسر مهزوم.
انسحب مفهوم النصر على الحياة اليومية، وهو ليس مقتصراً على المعارك الحربية، فهو يطلق عند الفوز بالبطولات والمنافسات على اختلافها؛ مثل البطولات الرياضية على سبيل المثال.